# Чеманг (Іллінойс)
Чеманг (англ. Chemung) — переписна місцевість (CDP) в США, в окрузі Макгенрі штату Іллінойс. Населення — 276 осіб (2020).

## Географія
Чеманг розташований за координатами 42°24′58″ пн. ш. 88°39′51″ зх. д. / 42.41611° пн. ш. 88.66417° зх. д. (42.416207, -88.664176).  За даними Бюро перепису населення США в 2010 році переписна місцевість мала площу 0,72 км², уся площа — суходіл.

## Демографія
Згідно з переписом 2010 року, у переписній місцевості мешкало 308 осіб у 103 домогосподарствах у складі 73 родин. Густота населення становила 425 осіб/км².  Було 113 помешкання (156/км²).
Расовий склад населення:
| - 89,3 % — білих - 5,5 % — чорних або афроамериканців - 4,5 % — осіб інших рас |

До двох чи більше рас належало 0,6 %. Частка іспаномовних становила 17,2 % від усіх жителів.
За віковим діапазоном населення розподілялося таким чином: 27,3 % — особи молодші 18 років, 64,6 % — особи у віці 18—64 років, 8,1 % — особи у віці 65 років та старші. Медіана віку мешканця становила 35,0 року. На 100 осіб жіночої статі у переписній місцевості припадало 108,1 чоловіків;  на 100 жінок у віці від 18 років та старших — 100,0 чоловіків також старших 18 років.
За межею бідності перебувало 49,3 % осіб, у тому числі 83,5 % дітей у віці до 18 років та 0,0 % осіб у віці 65 років та старших.
Цивільне працевлаштоване населення становило 136 осіб. Основні галузі зайнятості: виробництво — 39,7 %, науковці, спеціалісти, менеджери — 22,8 %, транспорт — 13,2 %, будівництво — 5,1 %.